# Glockhaus (Ötztaler Alpen)
De Glockhaus is een 3096 meter hoge bergtop in de Ötztaler Alpen in het Oostenrijkse Tirol.
De berg is gelegen in de Glockturmkam en ligt enkele kilometers ten westen van het Gepatschspeicher. Op de noordoostelijke flank van de berg is de gletsjer Glockhausferner gelegen. In het verlengde van de berg, in zuidoostelijke richting is nog een kleine, niet opgemeten top die ook wel Hinterer Glockhaus genoemd wordt.